# غوشنة بنفسجية
غوشنة بنفسجية (الاسم العلمي: Morchella purpurascens) هي نوع من الفطريات يتبع جنس الغوشنة من الفصيلة الغوشنية.